# Limnophila (Limnophila) implicita
Limnophila (Limnophila) implicita is een tweevleugelige uit de familie steltmuggen (Limoniidae). De soort komt voor in het Australaziatisch gebied.